# Antoni Milwid
Antoni Milwid, también como Mielwid, Melwid o Milewicz, (Tworzynki cerca de Ukmergė en Lituania, 1755 -  Czerwińsk nad Wisłą, 24 de diciembre de 1837) fue un compositor, organista y maestro de capilla polaco.

## Vida
Fue miembro y probablemente maestro de capilla del monasterio de los canónigos regulares de Letrán en Czerwińsk nad Wisłą. No hay más información sobre su vida.
Es posible que fuera maestro de Józef Kazimierz Piotrowski (1817–1873), organista y compositor activo en la Iglesia de la Visitación en Varsovia. Según algunos musicólogos, Milwid es idéntico a Antoni Milewicz.

## Obra
Compuso principalmente piezas para voces solistas con acompañamiento orquestal para una banda de iglesia. Su música es extremadamente lírica. También se pueden ver claramente elementos nacionales en él, principalmente en forma de líneas melódicas tomadas de bailes polacos (polonesa, mazurca), villancicos y canciones tradicionales de la iglesia. Su música sacra tiene las características del estilo barroco napolitano con elementos de estilo neoclásico. En la cantata Semper mi Jesu utiliza técnicas típicamente barrocas, pero ya en el ciclo de doce cantatas, Sub tuum praesidium, aparecen elementos del primer clasicismo, aparentemente bajo la influencia de la forma sonata. Estos elementos también están presentes en las masas de Milwid y se integran con el estilo galante.
En las colecciones de los archivos y la biblioteca del monasterio de Czerwińsk en el Vístula (actualmente los sacerdotes salesianos ) hay 11 obras religiosas firmadas con el nombre de Milwid y 10 probablemente escritas por su mano. Estas obras a menudo se le atribuyen, principalmente debido al uso de un molde distintivo. La mayoría de estas composiciones se han conservado en un estado incompleto, a menudo sin portadas.
Selección de composiciones de Milwid:

### Obra secular
- Sinfonía en si bemol menor «Pobreza rusa» (perdida)[nota 2]
- Sinfonía en do mayor[nota 3]

### Obra religiosa
- Aria en Do De Nomine Jesu "Semper mi Jesu" para soprano, violín y órgano
- Letanía en Do para soprano, bajo, 2 violines, clarinete, 2 trompas y órgano
- 7 misas
  - 4 Missae in Dis para soprano, bajo, 2 violines, 2 clarinetes, 2 trompas y órgano
  - Misa en re para soprano, bajo, 2 violines, clarinete, 2 trompas y órgano
  - Misa en re para soprano, bajo, 2 violines, 2 clarinetes, 2 clarinetes y órgano
  - Misa en re para soprano, bajo, 2 violines, 2 clarinetes, 2 clarinetes y órgano (conservada en fragmentos)
- ciclo de 12 cantatas Sub tuum praesidium para soprano, bajo, 2 violines, flauta, clarinete y órgano
- Vespere en re para soprano, bajo, 2 violines, 2 clarinetes, 2 trompas y órgano (conservado en fragmentos)

### Obra religiosa atribuida a Milwid
- 6 misas
- 2 letanías
  - letanía en fa
  - Letanía de BVM en D )
- Salmo Dixit Dominus
- ofertorio O gloriosa virginum